# Pondok Pucung (Karang Tengah)
Pondok Pucung is een bestuurslaag in het regentschap Tangerang van de provincie Banten, Indonesië. Pondok Pucung telt 12.754 inwoners (volkstelling 2010).